# Brian Clemens
Brian Horace Clemens (Croydon (Londen), 30 juli 1931 – 10 januari 2015) was een scriptschrijver en televisieproducent.
Hij is vooral bekend om zijn werk The Avengers en The Professionals. Clemens droeg ook bij aan Bergerac, The Baron, Bugs, The Champions, Thriller en diverse afleveringen van de serie Highlander. In 1958 schreef hij The Invisible Man. Aan het begin van 1970 produceerde hij voor Hammer Film Production de films Dr. Jekyll and Sister Hyde en Captain Kronos: Vampire Hunter. Hij schreef ook het scenario van The Golden Voyage of Sinbad en The Watcher in the Woods.
In 2008 schreef hij toneelstuk "Murder Hunt" en in 2012 "Murder Weapon".
Brian, in 2010 onderscheiden met de benoeming tot Officier in de Orde van het Britse Rijk, had een zoon, Samuel, die acteur is en rollen heeft gehad in Casualty.
Hij overleed begin 2015 op 83-jarige leeftijd.